# Lakewood Park (Tennessee)
Lakewood Park – jednostka osadnicza w Stanach Zjednoczonych, w stanie Tennessee, w hrabstwie Coffee.